# Кічори (Малопольське воєводство)
Кічори (пол. Kiczory) — село в Польщі, у гміні Ліпниця-Велька Новотарзького повіту Малопольського воєводства.
Населення — 663 особи (2011).
У 1975-1998 роках село належало до Новосондецького воєводства.

## Демографія
Демографічна структура станом на 31 березня 2011 року:
|          | Загалом | Допрацездатний вік | Працездатний вік | Постпрацездатний вік |
| -------- | ------- | ------------------ | ---------------- | -------------------- |
| Чоловіки | 324     | 89                 | 213              | 22                   |
| Жінки    | 339     | 92                 | 203              | 44                   |
| Разом    | 663     | 181                | 416              | 66                   |